# الجنود الأطفال في إفريقيا

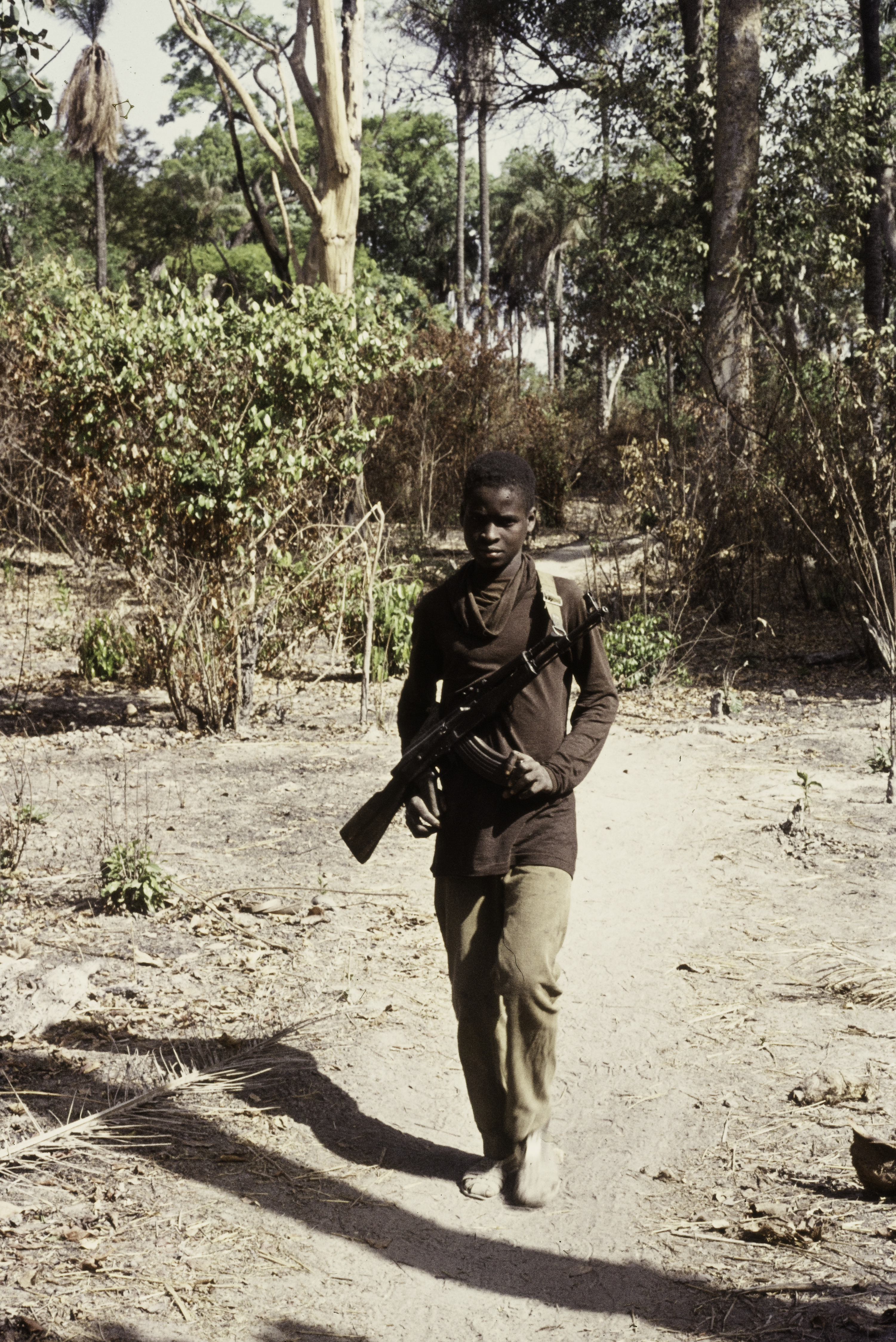

يشير مصطلح الجنود الأطفال في أفريقيا إلى الاستخدام العسكري للأطفال دون سن 18 عاماً من قبل القوات المسلحة الوطنية أو غيرها من الجماعات المسلحة في أفريقيا. عادةً ما يشمل هذا التصنيف الأطفال الذين يخدمون في أدوار غير قتالية (مثل الطهاة أو الرسل) وكذلك أولئك الذين يخدمون في أدوار مقاتلة. في عام 2008 قُدر أن 40% من الأطفال الجنود في جميع أنحاء العالم كانوا في أفريقيا، وأن استخدام الأطفال الجنود في النزاعات المسلحة يتزايد بوتيرة أسرع من أي قارة أخرى. بالإضافة إلى ذلك، يبدو أن متوسط عمر الأطفال الذين تم تجنيدهم كجنود يتناقص.
اعتبارًا من عام 2017، أدرجت الأمم المتحدة أن سبعة من بين أربعة عشر بلداً تجند وتستخدم الجنود الأطفال في قوات الدولة أو الجماعات المسلحة كانت في أفريقيا: جمهورية أفريقيا الوسطى، جمهورية الكونغو الديمقراطية، مالي، نيجيريا، الصومال، جنوب السودان والسودان.

## نظرة عامة

### التقديرات على مستوى القارات
البيانات الدقيقة عن عدد الأطفال الجنود في أفريقيا غير معروفة، ويعزى ذلك جزئياً إلى عدم إمكانية الوصول إلى بعض المناطق. بالإضافة إلى ذلك فهناك عدد كبير من الولادات غير المسجلة في العديد من الدول الأفريقية، ما يجعل من الصعب تقدير عدد الجنود الأطفال في بعض البلدان.
في عام 2003 قدر مكتب الأمم المتحدة لتنسيق الشؤون الإنسانية أن ما يصل إلى نصف الأطفال المشاركين في القوات المسلحة الحكومية والجماعات المسلحة من غير الدول في جميع أنحاء العالم كانوا في أفريقيا. في عام 2004 قدرت منظمة تشايلد سولدرز انترناشونال استخدام 100000 طفل بهذه الطريقة في القارة، وفي عام 2008 قدّر تقييم أكاديمي إجمالي عدد الأطفال الجنود بحوالي 120 ألف طفل أو 40٪ من إجمالي الجنود الأطفال على مستوى العالم.

### مناطق الارتكاز
بشكل عام، يبدو أن حوادث الجنود الأطفال تتركز داخل وسط وشمال أفريقيا. تتراوح النسبة المئوية للجنود الأطفال كنسبة من جميع المقاتلين على نطاق واسع في جميع أنحاء النزاعات في القارة من 0 إلى 53%.
في عام 2007 قُدر أن حوالي 35500 طفل كانوا يُستخدمون لأغراض عسكرية في أكثر النزاعات حدة في أفريقيا في شمال السودان/ دارفور وجنوب السودان وجمهورية أفريقيا الوسطى ونيجيريا.
وفقًا للأمم المتحدة ففي عام 2016، استُخدِمَ الأطفال من قبل الجماعات المسلحة في سبع دول أفريقية (جمهورية أفريقيا الوسطى، جمهورية الكونغو الديمقراطية، مالي، نيجيريا، الصومال، جنوب السودان والسودان) وقوات الدولة المسلحة في ثلاث (الصومال والسودان وجنوب السودان).

| البلد                   | تجنيد الجنود الأطفال | منذ         |
| شمال السودان / دارفور   | 6500                 | 2003        |
| جنوب السودان            | 17000                | 2013        |
| جمهورية افريقيا الوسطى  | 10000                | 2013        |
| نيجيريا والدول المجاورة | 2000                 | 2016 لوحدها |

### أسباب التجنيد من قبل القوات المسلحة
يتم تجنيد الجنود الأطفال عادةً لأن الجماعات المسلحة تعتبر أنه من السهل التخلص منهم وأن الحفاظ عليهم قليل التكلفة. تشمل العوامل الأخرى الانتشار العالمي للأسلحة الآلية الخفيفة والتي يمكن للأطفال التعامل معها بسهولة؛ الاستعداد الأكبر نسبياً للقتال من أجل حوافز غير نقدية مثل الشرف والهيبة والانتقام والواجب؛ مرونة الأطفال مقارنة بالبالغين ما يجعلهم أسهل في التحكم والخداع والتلقين. ادعى بعض قادة الجماعات المسلحة أن الأطفال على الرغم من قلة نضجهم إلا أنهم يجلبون صفاتهم الخاصة كمقاتلين إلى وحدة القتال وغالباً ما يكونون بلا خوف ورشيقين وشجعان. يقترح الصحفي جيفري جيتلمان أن تركيز الجنود الأطفال في أفريقيا يرجع إلى التحول في الجماعات المسلحة من كونها مثالية التوجه إلى ذات توجه اقتصادي. بالإضافة إلى ذلك، اتجهت دول مثل السودان نحو استخدام الجنود الأطفال بعد إنهاء الاستعمار والاستقلال عن أوروبا في عام 1956. توجهت البلدان إلى الفقر والمرض والحرب والاختطاف ما أدى بدوره إلى عمالة الأطفال القسرية.

### عوامل الخطورة في التجنيد
تشمل عوامل الخطر التي يتعرض لها الأطفال الجنود الانفصال عن أسرهم أو منازلهم والعيش في منطقة النزاع حتى لو لم يكن النزاع داخل نفس الدولة. يقول سايمون رايخ وهو أستاذ بجامعة روتجرز إن أحد أكبر العوامل المحددة لتجنيد الأطفال هو عدم وجود حماية للأشخاص الذين يعيشون في مخيمات اللاجئين. يستشهد رايخ بالنزوح الجماعي وانهيار حكم القانون الذي يعيشه اللاجئون كعوامل تسمح بتجنيد الأطفال الجنود في هذه المخيمات ويضيف أنه وجد 1100 هجوم على مخيمات اللاجئين في أفريقيا على مدار 50 عاماً. يتم تجنيد غالبية الأطفال بالقوة إما عن طريق الاختطاف أو التجنيد أو الإكراه أو عن طريق ولادتهم في جماعة مسلحة.
ومع ذلك فلا يزال هناك جنود أطفال ينضمون إلى الجماعات المسلحة بمحض إرادتهم. إذ يلجأ الأطفال في البلدان الفقيرة إلى الانضمام إلى الجماعات المتحاربة التي توفر المواد التي لا يمكنهم الحصول عليها مثل ثلاث وجبات في اليوم والملابس النظيفة والرعاية الطبية. أشارت راشيل بريت وإيرما سبيشت في دراسة أجريت عام 2004 على الأطفال في المنظمات العسكرية حول العالم إلى مجموعة من العوامل التي تحفز الانضمام إلى جماعة مسلحة، لا سيما:
- الخلفية الفقيرة بما في ذلك نقص فرص العمل والتعليم المدني.
- التطبيع الثقافي للحرب.
- الانتقام (بعد رؤية الأصدقاء أو الأقارب الذين قتلوا على سبيل المثال).
- البحث عن أصدقاء جدد.
- التوقعات بأن دور المحارب يوفر طقوس العبور نحو النضج.[23]

في كثير من الأحيان يبقى الأطفال الذين يتم تجنيدهم في القوات المسلحة لأنهم يجبرون على ارتكاب أعمال عنف ضد عائلاتهم لضمان عدم تمكنهم من العودة إلى مجتمعاتهم. في أحيان أخرى يُعطى الأطفال عقاقير لتغيير حالتهم الذهنية لتسهيل الطريقة التي يتم بها تشكيل أفكارهم من قبل أشخاص في القيادة.

### وسائل التلاعب
يقدم إسماعيل بيه رواية مباشرة عن كونه جندياً طفلاً في كتابه A Long Way Gone والتفاصيل مرسومة. يشرح وسائل التلاعب المستخدمة في الحصول على الأطفال وغسل أدمغتهم وتحويلهم إلى آلات قتل، الأمر الذي يجعل من الصعب عليهم في نهاية المطاف المغادرة والاندماج في المجتمع. يتم تجريد الأطفال من منازلهم وعائلاتهم ويكونون مشبعين بالخوف وعدم اليقين أثناء بحثهم عن أجزاء بلدهم التي لم تتأثر بالحرب وتتعرض للجوء.
ومع ذلك فبالنسبة للصبية الصغار مثل إسماعيل لا يتم استقبالهم بأذرع مفتوحة دائماً؛ في الواقع تتم مطاردتهم أو القبض عليهم. وفقاً لإسماعيل فقد دمرت الحرب الطبيعة المضيافة لبلاده واستبدلت بها الخوف وعدم الثقة ما جعل قرى بأكملها خائفة من الصبية الصغار لاعتقادها بأنهم جواسيس. إن إخراج الأطفال من منازلهم وفصلهم عن عائلاتهم يجعل من السهل على الجيوش تجنيدهم لأن هذا يجعلهم يشعرون بأنهم جزء من عائلة مرة أخرى.
بالإضافة إلى فقدان الألفة، يجبر القادة العسكريون الأطفال في كثير من الأحيان على تعاطي المخدرات مثل الأمفيتامينات والكراك كوكائين ونبيذ النخيل والبراون براون (الكوكائين الممزوج بالبارود) لفصل أفعال الطفل عن الواقع. ووفقاً لإسماعيل فإن تعاطي المخدرات جعل من السهل عليهم أن يقتلوا لأنها تجردهم من أي مشاعر وبمجرد إدمانهم على المخدرات سيفعلون أي شيء يُطلب منهم.
في الحقيقة إن وسائل التلاعب لها دور كبير في غسل أدمغة الأطفال ولهذا السبب بالتحديد يستهدف الجيش الأطفال. وفقًا لمقال نشرته فيجن فإن قدرة الطفل غير المتطورة على تقييم الخطر تجعله المرشح المثالي للمخاطرة والمهام الصعبة التي يرفضها الكبار عادة.

## التعاريف القانونية والإلتزامات

### التعريف
اتفاقية حقوق الطفل تُعرف أي شخص تحت سن الثامنة عشر عاماً علي أنه طفل. , تُحدد مبادئ باريس التي وافقت عليها الجمعية العامة للأمم المتحدة الطفل المرتبط بقوة أو جماعة مسلحة بإنه:
«أي شخص يقل عمره عن الثامنة عشر عاماً تم تجنيده من قبل قوة عسكرية أو جماعة مسلحة بأي شكل من الأشكال يظل طفل، بما في ذلك العدد الذي لا حَصر له من الأطفال والفتيان والفتيات الذي تم استخدامهم كمقاتلين أوطهاة أوحمالين أورُسل أو جواسيس أولأغراض جنسية. وهذا لا يُشير فقط إلي الطفل الذي شارك أو يشارك بشكل مباشر في هذه الأعمال العدائية.»

#### الالتزامات
جميع الدول الأفريقية تلتزم باتفاقية حقوق الطفل، التي تتَطلب من الدولة اتخاذ جميع التدابير اللازمة  لضمان أن الأشخاص الذين لم  يبلغوا سن الخامسة عشر عاماً لا يُشاركون في الأعمال العدائية. جميع الدول الأفريقية تلتزم أيضاً بالمعايير العليا للبرتوكول الأختياري بشأن اشتراك الأطفال في النزاعات المُسلحة، والذي يتَطلب من الحكومات إتخاذ جميع التدابير الممكنة لضمان عدم مشاركة من هم أقل من ثمانية عشر عاماً  بشكل مباشر في النزاعات المسلحة وأنهم لا يُجندون بالإجبار في قواتهم المسلحة.

##### الإتجاهات
مُعظم الدول الأفريقية حددت الحد الأدني لسن التجنيد من سن الثامنة عشر بينما تُتطبق الدول الأخري الأمر نفسه، في بعض الدول التي  لها تاريخ في تجنيد الأطفال مثل أنجولا؛ حيث خفضت الحكومة بها الحد الأدني لسن التجنيد إلي سن السابعة عشر.  تُعتبر هذه الحالات قانونية لأن القانون الدولي يُحدد الحد الأدني لسن العمل هو سن الخامسة عشر. ونظراً للسن الذي حدده القانون الدولي فإن الحد الأدني لسن التوظيف في دول مثل بروندي وروندا هو خمسة عشر عاماُ. بالإضافة إلي ذلك في أوقات الحرب والحاجة، تحتفظ موزمبيق بالحق لخفض الحد الأدني لسن التجنيد إلي أقل من ثمانية عشر عاماً.

## نظرة عامة للبلاد
الجزائر:  شارك الأطفال والشباب في أعمال العنف في الجزائر، وشاركوا  أيضاً  في جماعات مسلحة ليس لها صلات بالحكومة الجزائرية. في عام 1997عزز إنشاء مجموعات الدفاع الشرعي التي كانت في الأساس من الميليشيات الخاصة استخدام الأطفال كجنود، لأن هذه المجموعات لم تكن الحكومة تعرف شيئا عن نشاطها ولم تكون للحكومة سيطرة عليها.
أنجولا: رغم أن الحكومة  في انجولا ترفض أستخدام الأطفال كجنود، إلا أن المنظمات الغير حكومية تؤكد تورط الأطفال المجندين في كل من قوات الدولة والأمن الوطني من أجل الاستقلال التام للأنجولا (يونيتا)، ثم من جبهة التحرير في مقاطعة كابيندا. تتم ممارسة  الروسغاس _التجنيد الإجباري للشباب_ في فترة التسعينات.  في عام 2003 اكشتفت الحكومة أن 10 % من المقاتلين كانوا دون سن الثامنة عشر عاماً، ومع ذلك يشتبه أن الرقم ممكن أن يكون أكثر بكثير. يعتقد أن الأطفال اللاجئين من نامبينا تم تجنيدهم للخدمة في الحرب الأهلية. اعتباراً في مارس 2004، كان هناك ما يُقدر من 16,000 طفل مُجند تم تسريحهم في أنجولا علي الرغم من إنتهاء الحرب الأهلية في أبريل عام  2002. تم إستبعاد الجنود الأطفال في أنجولا من المساعدة في التسريح لأن الحكومة لم تصنفهم كجنود. تم إعفاء أولئك الذين كانوا جنودًا أطفالًا خلال الحرب من الخدمة العسكرية الإلزامية، لكن لا يزال بإمكانهم الخدمة على أساس طوعي؛ في الواقع اختار بعض الأطفال الذين بلغوا سن الرشد في القوات المسلحة البقاء في الجيش.
بنين: لا يوجد دليل على تجنيد الأطفال في بنين. 
بوتسوانا: لا يُوجد دليل على تجنيد الأطفال في بوتسوانا؛ ومع ذلك، لا يوُجد مؤهل رسمي للعمر للخدمة.
بوركينا فاسو: يقال إن الأطفال اللاجئين في بوركينا فاسو تم تجنيدهم على أيدي الجماعات المسلحة في سيراليون وليبريا في أوائل العقد الأول من القرن العشرين. ومع ذلك، لا يوجد دليل على قيام الجنود المسلحين بتجنيد الأطفال داخل بوركينا فاسو.
بوروندي: يتم تجنيد أطفال لا تتجاوز أعمارهم 8 سنوات بانتظام في الجيش البوروندي، وعادةً ما يكونون بمثابة دوريا، وهو مصطلح يعني «عامل الأذن» في كيروندي. تم استخدام هؤلاء الجنود لجمع المعلومات للجيش. أولئك الذين لم يتم تجنيدهم لدوريا انضموا إلى حرس السلام، وهي وحدة ميليشيا حكومية، أو ما هو أسوأ من ذلك، خاطروا بالإكراه أو الرشوة ليكونوا مخبرين للمعارضة. علاوة على ذلك، لم يحصل 94 في المائة من الجنود الأطفال على أجر مقابل خدمتهم. تصاعد تجنيد الأطفال الجنود خلال عمليات السلام حيث حاولت الجماعات المسلحة تقوية نفسها قبل المفاوضات. كما تم تجنيد أطفال من بوروندي للقتال في النزاع داخل جمهورية الكونغو الديمقراطية. عند الاحتجاز، قد يتعرض الأطفال المشتبه في ضلوعهم في جماعات مسلحة للتعذيب والاحتجاز لفترات طويلة من الزمن.
الرأس الأخضر: لا يوجد دليل يتعلق بالجنود الأطفال في الرأس الأخضر. يشير التحالف لوقف استخدام الجنود الأطفال إلى أن ارتفاع عدد الولادات غير المسجلة قد يكون تحديًا في تحديد استخدام الجنود الأطفال في الرأس الأخضر.
الكاميرون: على الرغم من عدم وجود دليل على استخدام الجنود الأطفال في الكاميرون، فإن البلاد هي موطن للاجئين من البلدان المجاورة التي مزقتها الحرب مثل تشاد وجمهورية أفريقيا الوسطى، حيث تلقى العديد من الأطفال اللاجئين والجنود الأطفال السابقين اجتماعياً خدمات من المنظمات غير الحكومية. كانت هناك تقارير غير مؤكدة عن عمليات خطف على أيدي الجماعات المسلحة في البلدان المجاورة لتجنيد الأطفال الجنود. علاوة على ذلك، فإن ارتفاع عدد اللاجئين يعني أن بعض الولادات لم تكن مصحوبة بسجلات قانونية، مما زاد من المخاوف بشأن الاتجار بالأطفال غير المسجلين من أجل تجنيدهم في الجيش.
جمهورية إفريقيا الوسطى: تم استخدام ما يصل إلى 10,000 طفل من قبل الجماعات المسلحة في النزاع المسلح في جمهورية أفريقيا الوسطى (CAR) بين عامي 2012 و 2015، وحتى عام 2016، استمرت المشكلة. وقد استخدم ائتلاف «سيليكا» المسلم بشكل أساسي من الجماعات المسلحة وميليشيات «معاداة بالاكا» ذات الأغلبية المسيحية الأطفال على هذا النحو؛ كان البعض في سن الثامنة.
وقعت العديد من الحالات البارزة لتجنيد الجنود الأطفال في القوات الحكومية، الأمر الذي يتعارض مع مزاعم الحكومة بعدم تجنيد الجنود الأطفال. هؤلاء الجنود الأطفال، رغم قلة عددهم، وصلوا في بعض الأحيان إلى صفوف أعلى بعد خدمتهم، لكنهم متهمون بارتكاب انتهاكات لحقوق الإنسان ونهب.
على الرغم من أن غالبية الأطفال الجنود في جمهورية أفريقيا الوسطى قد تم تسريحهم نتيجة لعملية السلام، لا يزال العديد منهم يشاركون في الجماعات المسلحة؛ ضعف فرص الحصول على التعليم والوظائف يترك الأطفال بدائل قليلة لكونهم جنود.
في عام 2016، عاد قدر من الاستقرار إلى جمهورية أفريقيا الوسطى، ووفقًا للأمم المتحدة، تم فصل 2691 من الفتيان و 1,206 فتاة رسميًا عن الجماعات المسلحة. على الرغم من ذلك، زاد تجنيد الأطفال واستخدامهم للأغراض العسكرية بحوالي 50 في المائة، ويعزى معظمهم إلى جيش الرب للمقاومة.
قدرت الأمم المتحدة في عام 2014 أن ما يصل إلى 6000 طفل شاركوا في الحرب الأهلية المستمرة، مع تجنيد جميع أطراف النزاع للأطفال.
تشاد: أدت الاضطرابات الحكومية على مدى العقود القليلة الماضية إلى زيادة قابلية تشاد للنزاع المسلح، مما قلل من عدد الأفراد المستعدين للحرب. نتيجة لذلك، تم استخدام الأطفال كجنود داخل القوات التشادية وكذلك جماعات مسلحة أخرى داخل كل من تشاد والسودان المجاورة. منذ عام 2007، تم تسريح أكثر من 800 طفل في تشاد. بحلول عام 2017، نظرت الأمم المتحدة في تشاد إلى أنها وضعت الإطار اللازم لوضع حد لاستخدام الجنود الأطفال. 
جزر القمر: لم يكن هناك تجنيد واسع النطاق للجنود الأطفال إلا في نزاع واحد معزول. في هذا الصراع، تم تجنيد الأطفال من قبل الجماعات المسلحة التي سعت إلى الانفصال عن الدولة في عام 1997، ولكن لا يوجد دليل على أن قوات الدولة استخدمت الجنود الأطفال. ساعد الدعم المقدم من البنك الدولي وبرنامج الأمم المتحدة الإنمائي في إعادة دمج هؤلاء الجنود الأطفال في نهاية الأزمة.
جمهورية الكونغو الديمقراطية: منذ عام 1996، استخدم الرئيس السابق لوران كابيلا الأطفال على نطاق واسع لأغراض عسكرية. خلال النزاعين الأهليين الأول والثاني، جندت جميع الأطراف المتورطة في الحرب بجنود أطفال مجندين أو مجندين، والمعروفين محليًا باسم كادوجوس، وهو مصطلح سواحيلي يعني «الصغار». [38] كانت هناك العديد من انتهاكات حقوق الإنسان التي ارتكبتها جميع أطراف النزاع.
حتى بعد أن بدأت جهود التسريح، لم تؤخذ المبادرة على محمل الجد واستمرت الجماعات المسلحة في استخدام المقاتلين الأطفال بالإضافة إلى ارتكاب انتهاكات ضد النساء والفتيات بما في ذلك العنف والاتجار.
تم وصف استخدام الجنود الأطفال في جمهورية الكونغو الديمقراطية بأنه «مستوطن» من قبل بعثة منظمة الأمم المتحدة لتحقيق الاستقرار في جمهورية الكونغو الديمقراطية (MONUSCO)، [39] وفي عام 2011، قدّر أن هناك 30,000 طفل حاليًا يجري استخدامها في القتال. [40]
جمهورية الكونغو: تم استخدام الجنود الأطفال في كل من قوات الحكومة وميليشيا النينجا وتم تجنيدهم، وفقًا لبعض المصادر، برشوة. قام النينجا، وهو فرع من ميليشيات النينجا، بتجنيد الأطفال الجنود. بحلول أوائل عام 2004، كان قد تم تسجيل 2000 جندي من الأطفال الذين شاركوا في ميليشيا النينجا للتسريح.
كوت ديفوار: أفادت التقارير أن جماعات مسلحة في سيراليون وليبريا جندت أطفال اللاجئين في كوت ديفوار في أوائل العقد الأول من القرن العشرين. اندلعت الحرب الأهلية في أواخر عام 2002، وقامت كل من القوات الحكومية وغير الحكومية بتجنيد الأطفال الجنود.  بصرف النظر عن تجنيد الأطفال في القتال، تم تهريب الأطفال جنسيا.
جيبوتي: تم الإبلاغ عن حالات الجنود الأطفال في جيبوتي في التاريخ الحديث من قبل Stolwijk وهورمان لربطها مع الجبهة من أجل استعادة الوحدة والديمقراطية (FRUD)، التي تشكلت في عام 1991. [41] وقعت هذه المجموعة معاهدة سلام مع الحكومة في عام 2001، على الرغم من عودة العنف لفترة وجيزة في عام 2014.
مصر: تشير البيانات إلى أن الجنود الأطفال لا يعملون حالياً في مصر؛ ومع ذلك فقد لوحظ أنها تستخدم لشن هجمات إرهابية.
غينيا الاستوائية: تشير البيانات إلى أن الجنود الأطفال لا يعملون حاليًا في غينيا الاستوائية، حيث لا يوجد نزاع مستمر في تلك الولاية.
إريتريا: رغم أنه من المعروف أن إريتريا كانت تستخدم الجنود الأطفال في الماضي، إلا أنه من غير الواضح ما إذا كانت القوات المسلحة للبلاد تستخدمها في الوقت الحالي. يصعب تتبع ذلك بشكل خاص بالنظر إلى سجلات المواليد غير المتسقة وغير المكتملة.
إثيوبيا: هناك بيانات متضاربة بشأن الحالات الأخيرة للجنود الأطفال في إثيوبيا. على الرغم من أن الحكومة تدعي أنها تعمل بنشاط ضد توظيف الجنود الأطفال من قبل الجيش - وحتى إبعاد المجندين دون السن القانونية - إلا أن هناك بعض الأدلة على أن الجنود الأطفال تم تجنيدهم بالقوة في أواخر التسعينيات.
الغابون: لم ترد أي تقارير عن وجود أطفال جنود في الغابون.
جامبيا: لم ترد أي تقارير عن وجود أطفال جنود في غامبيا.
غانا: لم ترد أي تقارير عن وجود أطفال جنود في غانا.
غينيا: بحلول أوائل عام 2004، كان هناك ما يقرب من 2000 طفل من الجنود في غينيا بحاجة إلى التسريح. تشكل الدول المجاورة لليبريا وسيراليون تهديدًا لسلامة اللاجئين والمدنيين في غينيا، وخاصة الأطفال، بينما كانت النزاعات مستمرة. [28] في أوائل العقد الأول من القرن العشرين، قيل إن الجماعات المسلحة في هذه البلدان جندت الأطفال اللاجئين المقيمين في غينيا
غينيا بيساو: يُعتقد أن الجنود الأطفال شاركوا في النزاع المسلح في غينيا بيساو حتى انتهى في عام 2002. على الرغم من أن بعض المخاوف بشأن المجندين الشباب قد ارتفعت بين القوات الحكومية وغير الحكومية، إلا أن عدد الأطفال الجنود في غينيا بيساو يبدو حاليًا منخفضًا للغاية، على الرغم من النزاعات المسلحة السابقة للدولة.
كينيا: لا يوجد دليل على استخدام الجنود الأطفال في القوات المسلحة الكينية أو في جماعات مسلحة أخرى.
ليسوتو: لا يوجد دليل على استخدام الجنود الأطفال في القوات المسلحة ليسوتو أو في جماعات مسلحة أخرى.
ليبيريا: استخدمت جميع الأطراف في الحرب الأهلية الليبيرية الجنود الأطفال على نطاق واسع. شكلت وحدة الصبي الصغير جزءًا لا يتجزأ من قوات المتمردين الليبيريين في كل من الحروب الأهلية في ليبيريا وسيراليون ؛ تم تعيين الوحدة لأول مرة من قبل تشارلز تايلور. [44] لم يتم تزويد الأولاد بالعيش - كان من المتوقع أن يشاركوا في «دورية الثعابين»، ونهب القرى المحيطة بها. حوكم تايلور وآخرون في وقت لاحق أمام المحكمة الخاصة لسيراليون بسبب تورطه في تجنيد الأطفال الجنود، وانخفض انتشار الأطفال الجنود بعد فترة وجيزة من خروجه من السلطة. وكثيراً ما كان يتم إعطاء الجنود الفاليوم قبل المعركة، والمعروفة باسم «الفقاعات» أو "10-10". دفع نقص موارد إعادة الإدماج الجنود الأطفال في ليبيريا إلى الالتحاق بجماعات مسلحة أخرى، سعياً إلى الحصول على نوع من العمل. بحلول أوائل عام 2004، كان لا يزال حوالي 21000 من الجنود الأطفال بحاجة إلى التسريح.
ليبيا: يلزم الخدمة في القوات المسلحة بمجرد بلوغ كل مواطن 18 عامًا. ومع ذلك، يتلقى الأطفال تدريبات عسكرية من سن 14 عامًا.
مدغشقر: لا تذكر مدغشقر أي شرط أن يعمل الأطفال دون سن 18 عامًا في قواتهم المسلحة.
ملاوي: لا يوجد استخدام للأطفال الجنود في ملاوي. الحد الأدنى لسن دخول القوات المسلحة أو المدارس العسكرية أو معسكرات التدريب هو 18 عامًا.
مالي: رغم عدم وجود دليل على تجنيد الأطفال في القوات المسلحة. الحد الأدنى لسن الالتحاق بالمدرسة العسكرية هو 12 عامًا.
موريتانيا: هناك توتر بسبب النزاع مع السنغال في عام 1989 وفي عام 1991، دخلت المادة 18 (1) من الدستور حيز التنفيذ، حيث تنص على أن كل مواطن يتحمل مسؤولية حماية بلده. وبالتالي، يُسمح للمواطنين بالانضمام طواعية إلى القوات المسلحة في سن السادسة عشرة.
موريشيوس: على الرغم من عدم وجود جيش رسمي في موريشيوس، إلا أن هناك قوتين شبه عسكريتين يبلغ سن الثامنة عشرة الحد الأدنى لسن التجنيد.
المغرب: تنص التشريعات الوطنية المغربية، المادة 16 من الدستور، على وجوب أن يكون سن المواطنين 18 عامًا حتى يتم تجنيدهم في القوات المسلحة. من المرجح أن يتطوع المواطنون في القوات المسلحة إذا كانوا من مناطق حضرية ولديهم تعليم عالي الجودة. هناك أربع مدارس عسكرية تسمح للشباب، بمن فيهم أولئك الذين تقل أعمارهم عن 18 عامًا، بالانضمام إلى القوات المسلحة بامتحان وطني طالما أنهم حصلوا على شهادة الدراسة الثانوية. يمر جميع المواطنين المسجلين بعد ذلك بنفس العملية التدريبية ويستطيعون المغادرة في أي وقت.
يوجد تاريخ من الصراع المسلح مع جبهة البوليساريو، لكن لا يوجد دليل مباشر على مشاركة الأطفال في النزاع المسلح. منذ ذلك الحين انتهى النزاع بعد خطة السلام للأمم المتحدة في عام 1991.
موزمبيق: تم استخدام الآلاف من الجنود الأطفال في الصراع الماضي بين فريليمو ورينامو. لم يعد هناك دليل على وجود جنود أطفال في موزمبيق.
ناميبيا: لا تسمح التشريعات الوطنية الناميبية، المادة 15-2 من دستور 1990، للأطفال، الذين يحددهم التشريع بأنه مواطن دون 16 سنة، بوضعهم في وضع يعتبر ضارًا بهم. ومع ذلك، تعلن سياسات أفراد قوة الدفاع الناميبية أنه من أجل التوظيف، يجب أن يتراوح عمر المرشح بين 18 و 25 عامًا.
لا يظهر الصراع الماضي أي دليل على استخدام أو عدم استخدام الجنود الأطفال.
النيجر: لا يوجد تشريع وطني رسمي يذكر متطلبات التوظيف. 
نيجيريا: الحد الأدنى لسن التطوع في القوات المسلحة هو 18 عامًا.
رواندا: ينص التشريع الوطني على أنه يجوز تجنيد المتطوعين عند بلوغ الحد الأدنى من العمر 16 عامًا، ولكن قد يتم تقديم استثناءات للمجندين. أبلغ الجيش الشعبي الرواندي عن حوالي 5000 مواطن تقل أعمارهم عن 18 عامًا في عام 1994. وفي نفس العام، كرست وزارة الدفاع نفسها لتطهير القوات المسلحة للأطفال. في عام 1996، زعمت وزارة الدفاع أن جميع الأطفال قد تم تسريحهم من الجيش. ومع ذلك، في عام 1997 كان هناك 134 2 وثيقة من وثائق الأطفال المرتبطة بالجيش و 725 طفلاً لديهم رقم جيش. في عام 1998، اعتُقل 893 2 طفلاً كمشتبه في ارتكابهم إبادة جماعية. تم إرسال بعض الأطفال إلى مركز غيتاغاتا لإعادة التعليم للذكور الذين تقل أعمارهم عن 14 عامًا.
السنغال: ينص التشريع على سن 18 عامًا للالتحاق بالجيش، ولكن السن ارتفع إلى 19 عامًا ولكن ليس في التشريعات.
سيشيل: اعتبارا من عام 1998، لم يكن هناك أي دليل على عسكرة الأطفال في سيشيل. يتم أداء الخدمة العسكرية على أساس طوعي، ولا يمكن القيام بها إلا عندما يكون الشخص قد أتم سنة واحدة من الخدمة الوطنية للشباب، بعد بلوغه سن 16 عامًا.
سيراليون: تشير الأدلة الموجودة إلى أن القادة العسكريين ينظرون إلى الأطفال على أنهم أكثر ثقة من البالغين، نظرًا لأنهم أقل عرضة لخرق القواعد ؛ كما أنهم أكثر عرضة لإظهار الشجاعة والالتزام بالسلوك العسكري - بما في ذلك مبادئ مثل الامتناع عن ممارسة الجنس والامتناع عن تعاطي المخدرات.
كان الاستخدام الشائع للأطفال في الحرب شائعًا لفترة من الزمن خلال الحرب الأهلية في سيراليون ؛ على الرغم من تحسن الظروف الاجتماعية والسياسية في سيراليون إلى حد ما، وتحسنت السياسات في أعقاب ذلك. في عام 1998، لم يُسمح للأطفال دون سن 18 بالتجنيد. في حالة ثقافة Kamajor ، كان يُنظر إلى أن تصبح جنديًا أيضًا كجزء من بدء الفرد في سن البلوغ ؛ كما ستوفر كاماجورز المأوى والغذاء للأطفال الذين تمكنوا من البقاء على قيد الحياة والهروب من هجمات الجبهة الثورية المتحدة.
الصومال: وقعت اتفاقية حقوق الطفل من قبل الحكومة الصومالية في أكتوبر 2015، مؤكدة على الجهود المبذولة لحماية حقوق الأطفال بشكل رسمي لمنعهم من دخول منطقة الحرب. في الماضي، تم تحفيز الأطفال من خلال الوعود بتقديم اعتمادات مالية لعائلاتهم، أو وعود بالتعليم في المستقبل.
جنوب إفريقيا: تملي القوانين الحالية أنه لا يمكن نشر الأفراد في القتال قبل بلوغهم سن 18 عامًا ؛ رغم أنه قد يكون هناك استثناءات في حالة «الطوارئ».
السودان: اعتبارًا من يناير 2017، تم الإبلاغ عن عدد يقدر بـ 335 طفلاً تم تجنيدهم وسط شؤون النزاع المستمر الحالي في (شمال) السودان خلال السنوات الخمس الماضية. في الثقافة السودانية، يُعتقد أن بلوغ سن الرشد لا يتجاوز عمره 11 عامًا، ولكن في المتوسط يصل معظم الناس إلى سن 15 عامًا.
لقد تم استخدام الأطفال في الجيش منذ عقود في السودان. يشعر العديد من هؤلاء الأطفال بالامتنان لضمهم إلى الجيش، لأنه وفر لهم الحماية وفرصة لحماية أو الانتقام من المقربين منهم. في عام 2015، كان ما بين 15000 إلى 16000 طفل قد شاركوا في الحرب الأهلية في جنوب السودان - والتي لا تزال مستمرة حاليًا. لاحظ دانييل بيكيلي، مدير أفريقيا في هيومن رايتس ووتش ، أن الكثير من الناس يجدون أنه "لا توجد تكلفة على جريمة إرسال الأطفال إلى ساحة المعركة ، وأن العديد من القادة لم يُحاسبوا أبداً على جريمة قتل الآلاف من الأطفال داخل قواتهم العسكرية.
سوازيلاند: لا يوجد منشورات حالية عن الجنود الأطفال في سوازيلاند. الحد الأدنى لسن التجنيد العسكري هو 18 عامًا.
تنزانيا: لا يوجد كتابات عن الجنود الأطفال في تنزانيا. الوظائف الحكومية والتعليم العالي ومدارس التدريب المهني - ومع ذلك ، تتطلب الخدمة العسكرية من الأفراد.
توغو: لا يوجد منشورات موجودة عن الجنود الأطفال في توغو. يبدو أن هناك قوانين تحمي الأطفال تحت ذريعة وجود حد أدنى لسن الخدمة العسكرية في توغو (تقول بعض المصادر 18 عامًا ، في حين تقول مصادر أخرى 20 عامًا).
تونس: لا توجد أدبيات حالية عن الجنود الأطفال في تونس. يبدو أن القوانين الحالية تحمي تجنيد الأطفال للخدمة العسكرية.
أوغندا: على مدار العشرين عامًا الماضية ، اختطف جيش الرب للمقاومة المتمرد أكثر من 30000 ولد وبنت كجنود أو عبيد للجنس. في ذروة نشاط جيش الرب للمقاومة ، كان الأطفال يشكلون حوالي 90 ٪ من أفراده. اعتبارًا من عام 2018، لم يعد يتم تجنيد الأطفال من قبل القوات المسلحة الحكومية أو غير الحكومية في أوغندا.
زامبيا: لا توجد منشورات حالية عن الجنود الأطفال في زامبيا ، على الرغم من أن القوانين توفر وسيلة لكيانات لتجنيد الأطفال لأغراض عسكرية شريطة أن يتم الموافقة عليها من قبل آبائهم.
زيمبابوي: في عام 2003، ذكرت صحيفة الجارديان عن انتهاكات متعددة لحقوق الإنسان من قبل الخدمة الوطنية للشباب ، وهي ميليشيا للشباب برعاية الدولة. كانت في الأصل منظمة شبابية وطنية ، أصبحت مجموعة شبه عسكرية من الشباب تتراوح أعمارهم بين 10 و 30 عامًا ، وكانت تستخدم لقمع المعارضة في البلاد. تم حظر المنظمة أخيرًا في يناير 2018.

## معاملة الأطفال الجنود بعد الصراع
تهدف العديد من الجهود الإنسانية إلى تحسين أوضاع المناطق التي تقسمها الحرب ، حيث من المرجح أن يتم إرسال الأطفال إلى المعركة ، وغالبًا ما يشمل ذلك توفير الغذاء والماء والأدوية ومواد البناء. ومع ذلك ، فإن مفهوم الصدمة النفسية لدى الجنود السابقين والحاليين هو موضوع تحقيق لم يجذب الانتباه إلا مؤخرًا - وتم تحديد فعل التنشئة الاجتماعية للأطفال كموضوع تحقيق ذي صلة. ونتيجة لذلك ، حدثت زيادة في الجهود الرامية إلى مساعدة الأطفال على المستوى العقلي ، بالإضافة إلى الجهود الرامية إلى تلبية الاحتياجات البدنية.
ضغطت هيومن رايتس ووتش من أجل إعادة دمج وإعادة تأهيل الجنود الأطفال في جميع أنحاء العالم ، مع بذل العديد من الجهود الناجحة في تغيير السياسة بمرور الوقت. ومع ذلك ، من المفترض أن تكون هناك منظمات تنشر أطفالًا لأغراض عسكرية - تعمل معظمها بطرق تجعل من الصعب تحديد هويتهم.

### العدالة التصالحية مقابل العدالة الجزائية
تتميز العدالة الجزائية بمعاقبة المجرمين الجنائيين بوسائل مساوية لجريمتهم، والتي تمنع بشكل مثالي وقوع الجرائم المستقبلية. بمعنى آخر ، تعد العدالة الجزائية نموذجًا نموذجيًا للنظام القضائي التقليدي ، حيث تتم معاقبة المجرمين على أساس مبدأ «العين بالعين»، حيث يتم فرض عقوبة السجن و / أو العقوبة المماثلة للجريمة المرتكبة. الجاني. في المقابل ، تهدف العدالة التصالحية إلى إعادة تأهيل الأفراد ، وهي أكثر تميزًا في فترة التنوير ، حيث يمكن استخدام كل المعرفة المتاحة لإنشاء حساب لسبب وقوع جريمة جنائية.
في حالة الأطفال المعسولين ، فإن تحديد أكثر الطرق فعالية لمنع وقوع جرائم في المستقبل ينطوي على تحديد وفحص جميع الناس والعوامل المؤثرة الأخرى التي تشارك في حياة الأطفال. في معظم الحالات ، تنطوي جهود العدالة التصالحية على إزاحة اللوم من الأفراد على الظروف التي أجبرتهم على الدخول في القتال في المقام الأول (على سبيل المثال ، البيئات التي تتعرض فيها حياة العائلة والأصدقاء دائمًا لخطر الموت أو الأذى ، وحيث اختيار المشاركة في العبودية العسكرية يمكن أن يحمي ويساعد في الحفاظ على حياة الأقارب والأصدقاء المقربين). تُنفذ معظم جهود العدالة الإصلاحية بهدف إعادة الإدماج في المجتمع المحلي.
يتم توجيه كلا النوعين من الممارسات نحو رفاهية الناس في المستقبل. ومع ذلك ، يكمن الاختلاف الرئيسي بين الاثنين في المساءلة عن جرائم الحرب ، والتي يمكن فيها محاسبة الجنود الذين تتراوح أعمارهم بين الأقليات بشكل كامل أو جزئي وبالتالي سجنهم أو اعتبارهم أبرياء من خلال إضفاء الطابع الشخصي على الجرائم.
إن إجبارك على أن تصبح جنديًا في سن مبكرة غالبًا ما يؤدي إلى تغيرات في الشخصية والعقلية ، فضلاً عن التغيرات في المظهر الجسدي. في كثير من الأحيان ، تكون هذه التغييرات متأصلة في تجارب الأشخاص الذين بدأوا كجنود خلال طفولتهم.

### جهود إعادة الإدماج
في المقام الأول ، تسهل برامج نزع السلاح والتسريح وإعادة الإدماج (مثل «نزع السلاح والتسريح وإعادة الإدماج و / أو إعادة الإدماج») إعادة إدماج الجنود الأطفال. يشمل الأشخاص المؤهلون لمثل هذه البرامج أشخاصًا مرتبطين بالقوات المسلحة ، بغض النظر عن الجنس أو العمر ، على الرغم من اختلاف معايير الأهلية المحددة من مكان إلى آخر. تشمل المنظمات التي تجيز برنامجًا واحدًا أو أكثر من برامج نزع السلاح والتسريح وإعادة الإدماج ، المنظمات الحكومية الدولية مثل الأمم المتحدة والبنك الدولي ومنظمة التعاون الاقتصادي والتنمية (OECD)، فضلاً عن المنظمات الحكومية ، مثل مفوضية الاتحاد الأفريق.
هناك العديد من المشاكل التي نشأت في جهود إعادة الإدماج من الماضي إلى الحاضر. غالبًا ما يخضع الجنود الأطفال السابقون لمعتقدات نمطية ، والتي يمكن أن تعمل جنبًا إلى جنب مع عوامل أخرى ، مثل الفقر ، في إعطاء الجنود الأطفال السابقين سببًا للعودة إلى ساحة المعركة. تظاهر الأفراد غير المرتبطين بأي قوات مسلحة بأنهم مقاتلين سابقين بغرض الاستفادة من برامج المساعدة ؛ تجرى فحوصات تختبر المهارات العسكرية العملية لتخفيف احتمالية مشكلة الأشخاص غير المؤهلين للحصول على المساعدة في المنظمة. الأفراد الذين دخلوا في القتال عندما كانوا أطفالًا في كثير من الأحيان لا يتذكرون الكثير منهم قبل أن يكونوا جنودًا ، مما يعيق الجهود المبذولة لجمع شمل الأسر. غالبًا ما يتم اعتبار المجندين الشابات ، على وجه الخصوص ، زوجات ؛ التي لها إمكانات لعواقب نفسية ونوع الجنس أيضًا. تتفاقم مشاكل مثل هذه الصعوبات في تحديد استراتيجيات لتلبية الاحتياجات الفورية والطويلة الأجل للمحاربين السابقين ، لا سيما بسبب الحد من الموارد والوصول إلى التعليم ، والتي يمكن أن تتضاعف بشكل مضاعف بسبب عدم الاستقرار السياسي.
يواجه الأطفال الذين نجوا من القتال مجموعة أخرى من العقبات عند محاولة إعادة الحياة المدنية الطبيعية. في حين تم تزويد الجنود السابقين بموارد مثل الطعام والماء والمأوى والأمن ولم شمل الأسرة ، إلا أنهم ما زالوا بحاجة إلى المساعدة في معالجة خبراتهم وإعادة الاتصال بمجتمعاتهم بعد فصلهم لفترة طويلة. العديد من المجتمعات تنظر إلى هؤلاء الأطفال على أنهم متمردون غير قادرين على إعادة الانتقال إلى المجتمع ، وقد تسبب هذا الشك من المجتمع في سحب الكثير منهم إلى الجيش. أدركت منظمات مثل اليونيسف أن الأطفال الجنود يحتاجون إلى مساعدة عقلية بالإضافة إلى المساعدة البدنية حتى يتمكنوا من إعادة الاندماج. يلعب شفاء التجارب المؤلمة والإيذاء العاطفي والحماية من التجنيد والتعليم وإعادة الإدماج التدريجي في المجتمع أدوارًا أساسية في إعادة تأهيل الجنود الأطفال بنجاح ، وحتى هذه العملية ليست سهلة.
تتضمن عملية إعادة التأهيل عادة سحب الأدوية ، والتكيف النفسي ، وعلاج اضطراب ما بعد الصدمة الذي يسبب عددًا من الأعراض: الكوابيس ، ذكريات الماضي ، العدوانية ، اليأس ، الذنب ، القلق ، الخوف والعزلة الاجتماعية. تمارس المعاملة من خلال الألعاب والأنشطة التي تؤكد على بناء الثقة وفرص ممارسة حل النزاعات غير العنيفة. غالبًا ما يتم استخدام الرسم ورواية القصص والموسيقى والدراما كوسائل للأطفال للتواصل ومعالجة تجاربهم.
غالبًا لا تلبي برامج إعادة الإدماج احتياجات الفتيات نظرًا لحقيقة أنها مصممة بشكل أساسي للبنين. تقوم منظمة الأطفال الجنود الدولية بتقييم برامج إعادة إدماج الفتيات في جمهورية الكونغو الديمقراطية ، من أجل دعم عودتهم الناجحة إلى الحياة المجتمعية بشكل أفضل.

### البرامج الراعية
هناك العديد من الجهود التي يتم توجيهها حاليًا نحو رفع مستوى الوعي فيما يتعلق بعواقب التورط في الجيش كطفل ، وكذلك منع تجنيد الأطفال. تهدف العديد من الجهود إلى الدعوة والبحث ، وكذلك دعم الأطفال الجنود السابقين في مساعيهم التعليمية.تسعى اليونيسف ، على سبيل المثال ، إلى رفع مستوى الوعي من خلال التركيز على «الارتباط» مع الجماعات المسلحة ، لأن مصطلح «الطفل الجندي» يفتقر إلى القدرة على تغليف مجموعة متنوعة من الأدوار المحتملة التي يمكن أن يؤديها الأطفال في الشؤون العسكرية. تهدف بعض المنظمات ، مثل War Child و UNICEF ، إلى مساعدة الأطفال والآباء على مقاومة جاذبية التورط مع الجماعات المسلحة عن طريق نشر إمكانية الوصول إلى التعليم ورفع الوعي على فوائد التعليم. ساند الموسيقيون والكتاب ، الذين جربوا كيف يكون جنديًا كطفل ، منظمات في جهودها لإنهاء استخدام الجنود الأطفال.
أصدرت منظمة Child Soldiers International مؤخرًا The World Soldiers World Index للاستخدام العام ، وهو مورد يمكن استخدامه لتحديث مستجدات أشياء مثل الحد الأدنى لسن التجنيد في البلدان والحد الأدنى لسن التجنيد الطوعي ، بالإضافة إلى الارتباطات التشعبية التي يمكن أن يمكن استخدامها للسفر إلى مواقع الإنترنت التي تحتوي على معلومات تاريخية عن التجنيد العسكري السابق للأطفال.

## دور الجهات الفاعلة الدولية
كان دور الجهات الفاعلة الدولية حاسماً في حماية الأطفال من التجنيد في القوات المسلحة.  تنص البروتوكولات الإضافية لاتفاقيات جنيف الأربع لعام 1949، التي أضيفت في عام 1977، على أن 15 هو الحد الأدنى لسن الخدمة في القوات المسلحة. في عام 1989، أقرت الأمم المتحدة اتفاقية حقوق الطفل. تنص المادة 38 على أن «تتخذ الدول الأطراف جميع التدابير الممكنة لضمان ألا يشارك الأشخاص الذين لم يبلغوا سن 15 عامًا بشكل مباشر في الأعمال العدائية». في عام 1999، دخل الميثاق الأفريقي لحقوق الطفل ورفاهه حيز التنفيذ - المعاهدة الإقليمية الوحيدة التي تتناول قضية الجنود الأطفال. يتم تعريف الأطفال على أنهم أي شخص أقل من 18 عامًا وفقًا للميثاق.
حدد مجلس الأمن التابع للأمم المتحدة ، على وجه التحديد ، تجنيد الأطفال الجنود أو استخدامهم كواحد من «الانتهاكات الجسيمة الستة» للمجلس. أصدر العديد من القرارات المتعلقة باستخدام الجنود الأطفال: 1261 (1999)، 1314 (2000))، 1379 (2001)، 1460 (2003)، 1539 (2004)، 1612 (2005)، 1882 (2009)، 1998 (2011) و 2225 (2015). في عام 2002، دخل البروتوكول الاختياري المتعلق بإشراك الأطفال في النزاعات المسلحة حيز النفاذ والذي ينص على أن الجهات الفاعلة الحكومية «، يجب أن تتخذ جميع التدابير الممكنة لضمان أن الأشخاص الذين تقل أعمارهم عن 18 عامًا لا يشاركون بشكل مباشر في الأعمال العدائية وأنهم ليسوا جندوا بالقوة في قواتهم المسلحة». صدقت 48 دولة أفريقية الآن على البروتوكول الاختياري:
وبحلول عام 2004 أيضا ، أصبحت أفريقيا أول قارة يواجه فيها مجندون من الجنود الأطفال عواقب القانون الدولي بتوجيه اتهامات من المحكمة الخاصة لسيراليون ، والتحقيقات في تجنيد الأطفال الجنود في أوغندا وجمهورية الكونغو الديمقراطية بموجب نظام روما الأساسي.
أطلقت الأمم المتحدة حملة في عام 2014 بعنوان «الأطفال ، وليس الجنود» للتأكيد على أنه لا ينبغي إشراك الأطفال في النزاعات المسلحة. تم إطلاق هذه الحملة في 8 دول موضع اهتمام ، منها 5 دول إفريقية: تشاد وجمهورية الكونغو الديمقراطية والصومال وجنوب السودان والسودان. واعتبرت الحملة ناجحة بشكل خاص في تشاد ، وكذلك في جنوب السودان والصومال ؛ منذ إنشائها ، امتدت حملة «الأطفال ، وليس الجنود» إلى بلدان أخرى مثيرة للقلق.